# Генрі (округ, Джорджія)
Шаблон:StateAbbr_ 33°28′ пн. ш. 84°10′ зх. д. / 33.46° пн. ш. 84.16° зх. д.
Округ  Генрі (англ. Henry County) — округ (графство) у штаті  Джорджія, США. Ідентифікатор округу 13151.

## Історія
Округ утворений 1821 року.

## Демографія
За даними перепису 
2000 року 
загальне населення округу становило 119341 осіб, зокрема міського населення було 86600, а сільського — 32741.
Серед мешканців округу чоловіків було 58868, а жінок — 60473. В окрузі було 41373 домогосподарства, 33323 родин, які мешкали в 43166 будинках.
Середній розмір родини становив 3,19.
Віковий розподіл населення поданий у таблиці:
| Стать    | До 15 років | 15-21 | 22-29 | 30-39 | 40-49 | 50-65 | 65-85 | Понад 85 |
| -------- | ----------- | ----- | ----- | ----- | ----- | ----- | ----- | -------- |
| Чоловіки | 15211       | 5393  | 5936  | 11090 | 9307  | 8218  | 3501  | 212      |
| Жінки    | 14410       | 4995  | 6418  | 11643 | 9513  | 8383  | 4528  | 583      |

## Суміжні округи
- Декальб – північ
- Рокдейл – північний схід
- Ньютон – схід
- Баттс – південний схід
- Сполдінг – південний захід
- Клейтон – захід

## Виноски
1. ↑  U.S. Decennial Census. United States Census Bureau. Архів оригіналу за 26 квітня 2015. Процитовано 23 червня 2014.
2. ↑  Historical Census Browser. University of Virginia Library. Архів оригіналу за 11 серпня 2012. Процитовано 23 червня 2014.
3. ↑  Population of Counties by Decennial Census: 1900 to 1990. United States Census Bureau. Архів оригіналу за 2 лютого 2019. Процитовано 23 червня 2014.
4. ↑  Census 2000 PHC-T-4. Ranking Tables for Counties: 1990 and 2000 (PDF). United States Census Bureau. Архів оригіналу (PDF) за 18 грудня 2014. Процитовано 23 червня 2014.
5. ↑  State & County QuickFacts. United States Census Bureau. Архів оригіналу за 3 липня 2011. Процитовано 23 червня 2014.
6. ↑  American FactFinder. Бюро перепису населення США. Архів оригіналу за 21 травня 2008. Процитовано 31 січня 2008.

| США | Це незавершена стаття з географії США. Ви можете допомогти проєкту, виправивши або дописавши її. |